# Брион (Ендр)
Брион (фр. Brion) насеље је и општина у централној Француској у региону Центар (регион), у департману Ендр која припада префектури Шаторо.
По подацима из 2011. године у општини је живело 506 становника, а густина насељености је износила 11,45 становника/km². Општина се простире на површини од 44,2 km². Налази се на средњој надморској висини од 180 метара (максималној 222 m, а минималној 158 m).

## Демографија
| 1962. | 1968. | 1975. | 1982. | 1990. | 1999. | 2011. |
| ----- | ----- | ----- | ----- | ----- | ----- | ----- |
| 674   | 680   | 585   | 598   | 496   | 440   | 506   |

График промене броја становника у току последњих година